# Ulrich Schneider (Verbandsfunktionär)

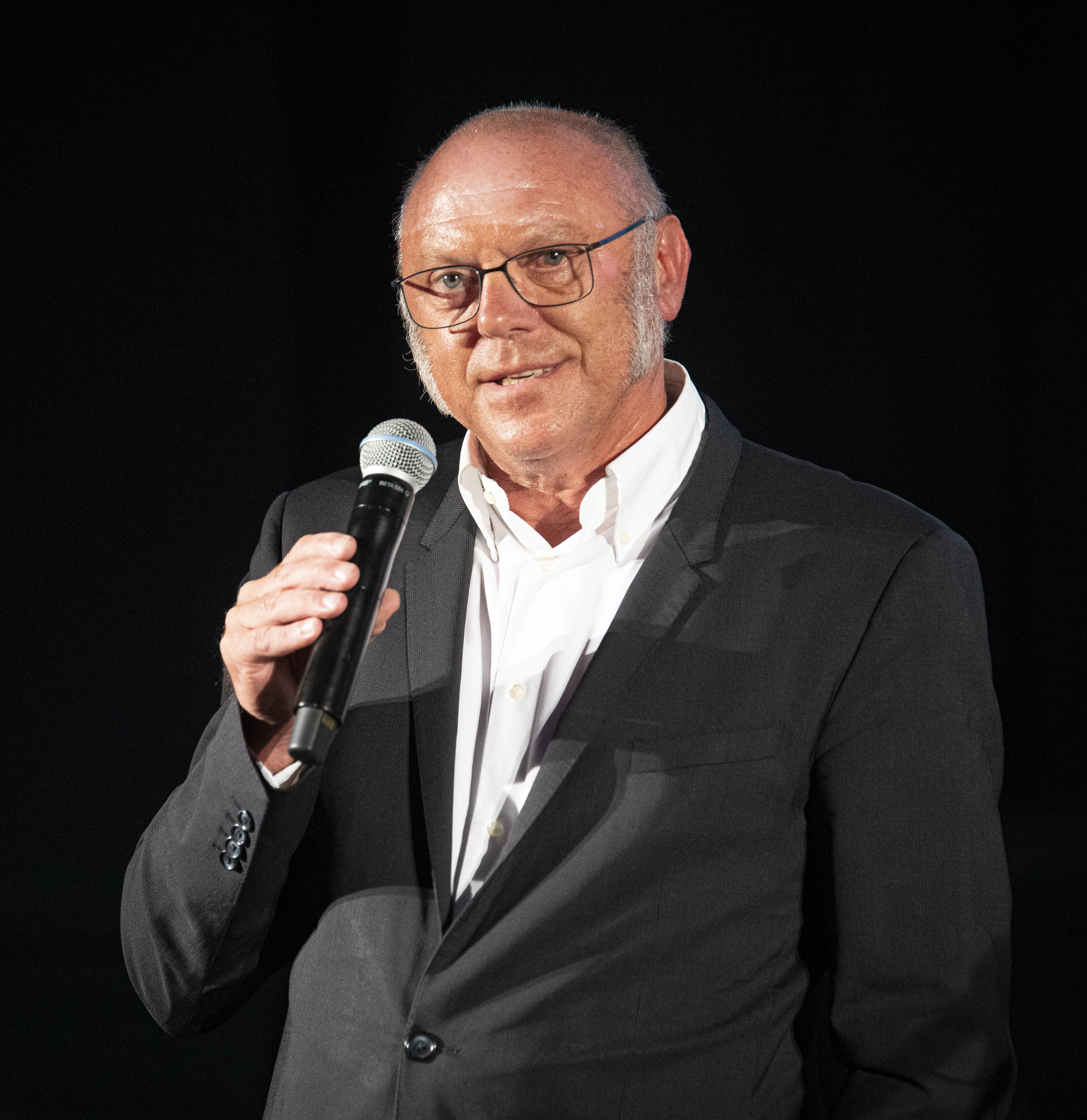
Ulrich Schneider (2020)

Ulrich Schneider (* 14. August 1958 in Oberhausen) ist ein ehemaliger deutscher Soziallobbyist. Von 1999 bis 2024 war er Hauptgeschäftsführer des Deutschen Paritätischen Wohlfahrtsverbandes.

## Leben
Ulrich Schneider wurde als zweites Kind des gelernten Buchbinders und Bildereinrahmers Joseph Schneider und dessen Frau Franziska, geb. Hickl, in Oberhausen geboren. Sein Vater arbeitete als Bierfahrer und als Mitarbeiter einer Wach- und Schließgesellschaft. Nach dem Abitur am altsprachlichen Staatlichen Gymnasium Oberhausen (später Heinrich-Heine-Gymnasium) im Juni 1977 und dem Zivildienst beim Jugendwerk „Die Brücke“ in Oberhausen studierte Schneider Erziehungswissenschaften, Soziologie und Religionswissenschaften an den Universitäten Bonn und Münster. Im März 1984 schloss er in Münster als Diplom-Pädagoge ab. Von April 1984 bis Dezember 1987 war Schneider wissenschaftliche Hilfskraft am Institut für Sozialpädagogik, Weiterbildung und empirische Pädagogik an der Universität Münster und wurde im Oktober 1988 ebendort mit einer von Dieter Sengling betreuten Arbeit zur Jugendpolitik der 1970er und 1980er Jahre promoviert.
Ab Januar 1988 war Schneider als Referent für Sozialpolitik und Informationstechnik beim Deutschen Paritätischen Wohlfahrtsverband in Frankfurt tätig. Dort arbeitete er später zudem als DDR-Beauftragter, Geschäftsführender Hauptreferent, Geschäftsführer für die Bereiche Grundsatzfragen, Gremien und Kommunikation, bevor er 1999 dessen Hauptgeschäftsführer wurde. Ende Juli 2024 schied er aus diesem Amt aus. Ihm folgte Joachim Rock nach. Seither ist Schneider als freier Autor und Berater tätig. Schneider trat in Fernseh-Talkshows wie beispielsweise Anne Will auf und war Interviewpartner. Kritisch äußerte sich Schneider über die im Rahmen der Agenda 2010 durchgeführten Reformen.

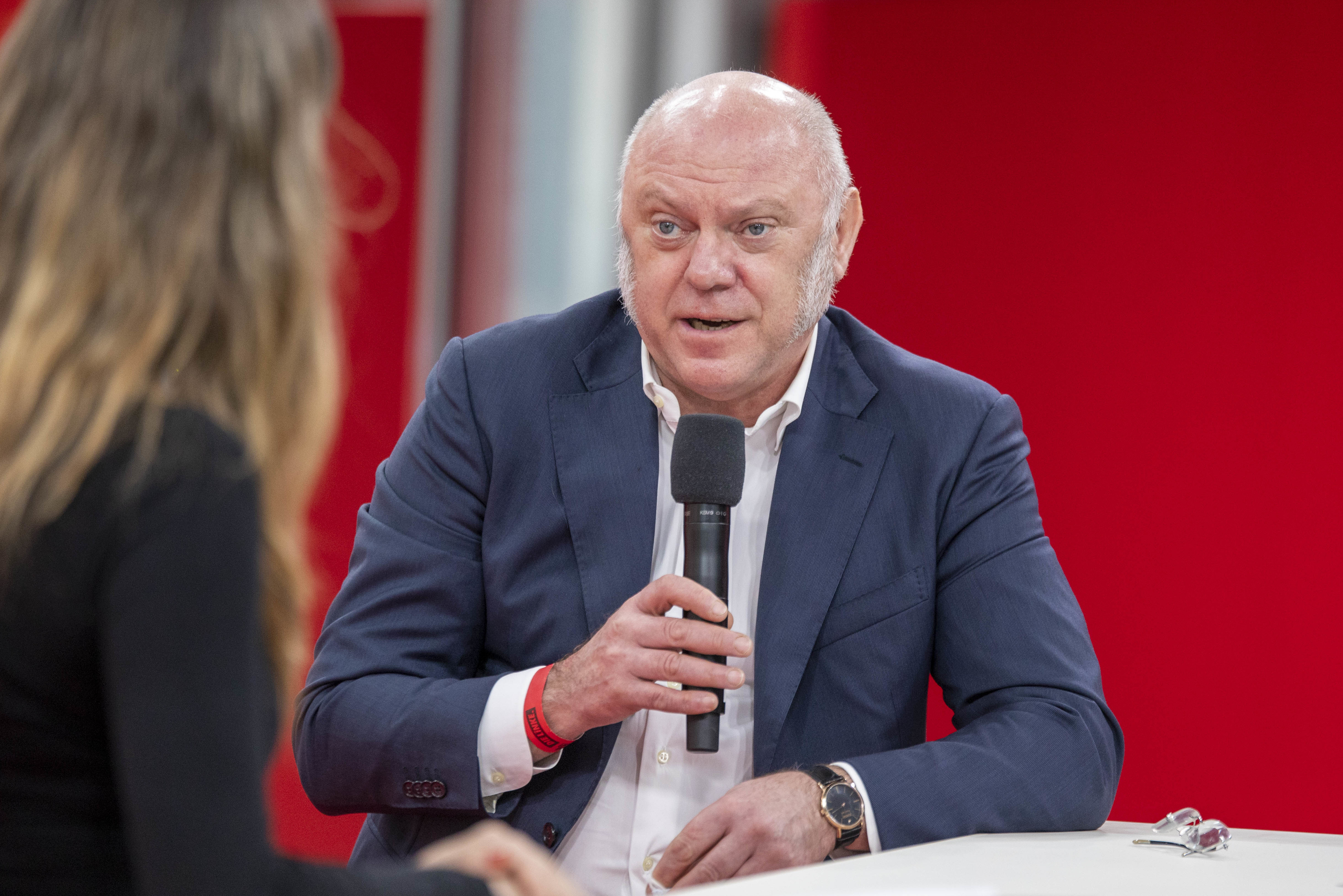
Ulrich Schneider auf dem Bundesparteitag von Die Linke (2021)

2016 wurde Schneider Mitglied der Partei Die Linke, trat aber 2022 wieder aus, nachdem Sahra Wagenknecht in einer Bundestagsrede pro-russische Positionen vertreten hatte. Ende 2023 wurde er Teil der Erneuerungskampagne Eine Linke für alle! der Linken, welche nach dem Austritt von Wagenknecht und neun weiteren Bundestagsabgeordneten aus Linkspartei und -fraktion initiiert wurde, ohne jedoch wieder Mitglied der Partei zu werden.
Schneider ist verheiratet, Vater von zwei Kindern und musiziert privat in einer Rockband.

## Veröffentlichungen
Monografien
- Jugendhilferechtsreform. Eine Fallanalyse zur Jugendpolitik der 70er und 80er Jahre. (Münster (Westfalen), Univ., Diss., 1988).
- Solidarpakt gegen die Schwachen. Der Rückzug des Staates aus der Sozialpolitik. Droemer Knaur, München 1993, ISBN 3-426-80033-0.
- Armes Deutschland. Neue Perspektiven für einen anderen Wohlstand. Westend, München 2010, ISBN 978-3-938060-57-5.
- Mehr Mensch! Gegen die Ökonomisierung des Sozialen. Westend, Frankfurt am Main 2014, ISBN 978-3-86489-079-6.
- Krise. Das Versagen einer Republik. Westend, Neu-Isenburg 2024, ISBN 978-3-86489-454-1.

Herausgeberschaften
- Über das Dialogische. Festschrift anläßlich der Verleihung der Wilhelm-Polligkeit-Plakette an Prof. Dr. Marianne Grewe-Partsch am 25. April 1993 in Frankfurt am Main.  Deutscher Paritätischer Wohlfahrtsverband, Berlin 1993.
- Die Bekämpfung von Armut und Unterversorgung in Deutschland. Positionspapier der Nationalen Armutskonferenz in der Bundesrepublik Deutschland. [Bonn] 1993.
- Arbeits- und Gesundheitsschutz in der Kindertagesbetreuung. Der Paritätische Gesamtverband, Berlin 2010.
- mit Beiträgen von Olaf Bandt, Elisabeth Fresen, Mara Dehmer und Cornelia Harrer: Für alle, nicht die Wenigen. Warum wir unsere Zukunft nicht den Märkten überlassen dürfen. Westend, Frankfurt am Main 2021.

Essays, Beiträge
- Armes Deutschland. Warum wir Perspektiven brauchen. In: NDV. 3/2011, S. 105–112.

## Auszeichnung
- Schneider wurde 2014 mit dem Marburger Leuchtfeuer für Soziale Bürgerrechte ausgezeichnet.[13]